# Justinô Tử đạo
Thánh Giúttinô, còn được gọi là Giúttinô Tuẫn đạo (100–165), là một nhà biện hộ học Kitô giáo thời sơ khởi, ông được coi là người đầu tiên diễn giải ý niệm về Logos (Ngôi Lời) trong thế kỷ thứ 2. Ông chịu tử đạo cùng với một số môn đệ của mình, và đã được tuyên thánh.
Hầu hết các tác phẩm của ông đã bị thất lạc, chỉ còn lại hai bài hộ giáo và một bài đối thoại. Nổi tiếng hơn cả là Bài hộ giáo thứ nhất, bảo vệ mạnh mẽ đạo lý của đời sống Kitô giáo, và trình bày nhiều luận cứ luân lý và triết học để thuyết phục Hoàng đế La Mã Antôninô ngừng bách hại môn phái non trẻ này. Cùng với đó, như Thánh Augúttinô nhìn nhận "tôn giáo đích thực" đã tồn tại trong thời cổ đại trở nên được gọi là Kitô giáo, Giúttinô chỉ ra rằng "các hạt giống của Kitô giáo" (những biểu hiện mà Logos hoạt động trong lịch sử) đã có trước sự nhập thể của Chúa Kitô. Quan niệm này cho phép ông coi nhiều triết gia Hy Lạp cổ đại (trong đó có Socrates và Plato), mà các công trình của họ được ông nghiên cứu kỹ lưỡng, như là những Kitô hữu vô thức.